# Rappach (Adelsgeschlecht)

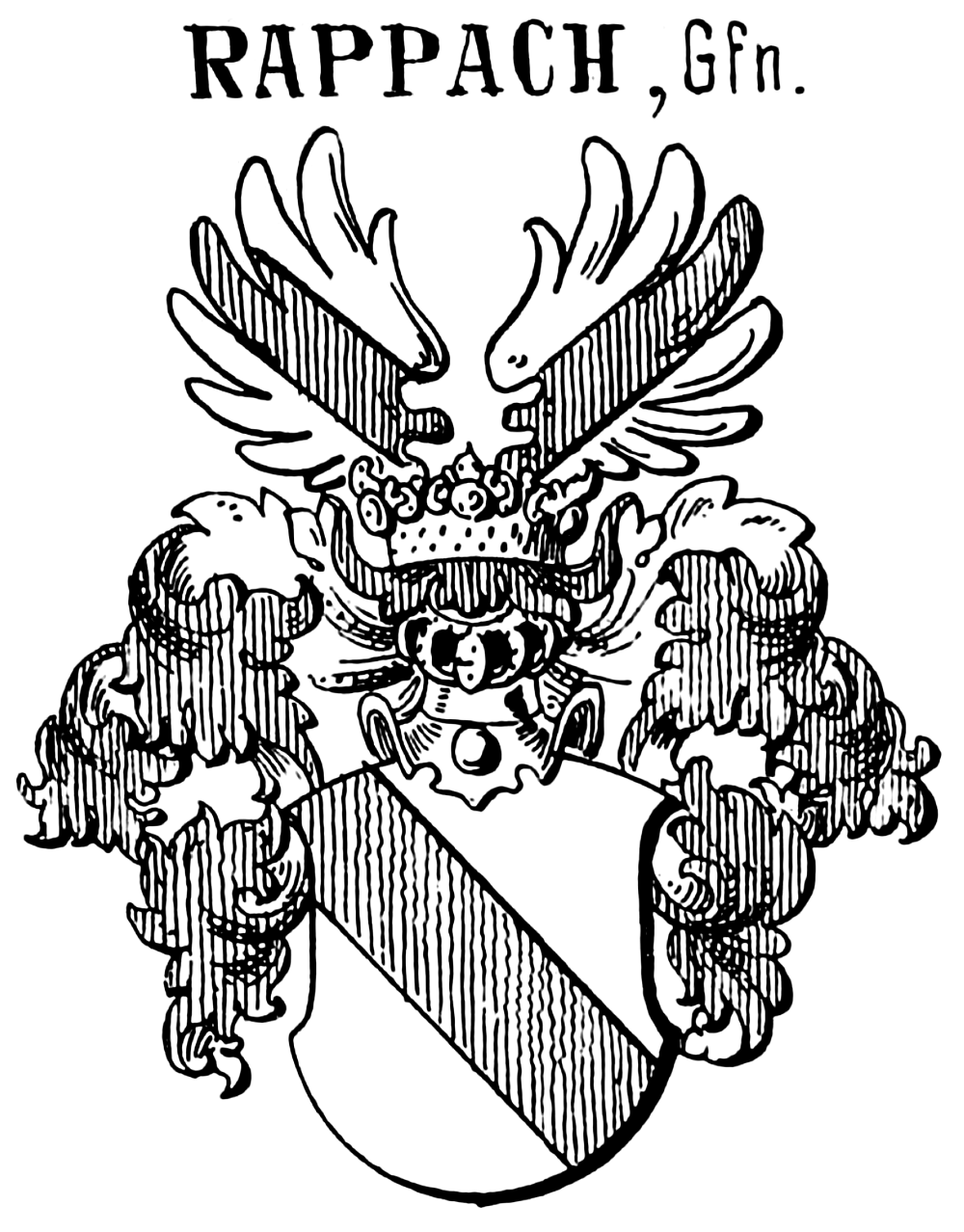
Wappen derer von Rappach, niederösterreichischer landständischer Adel

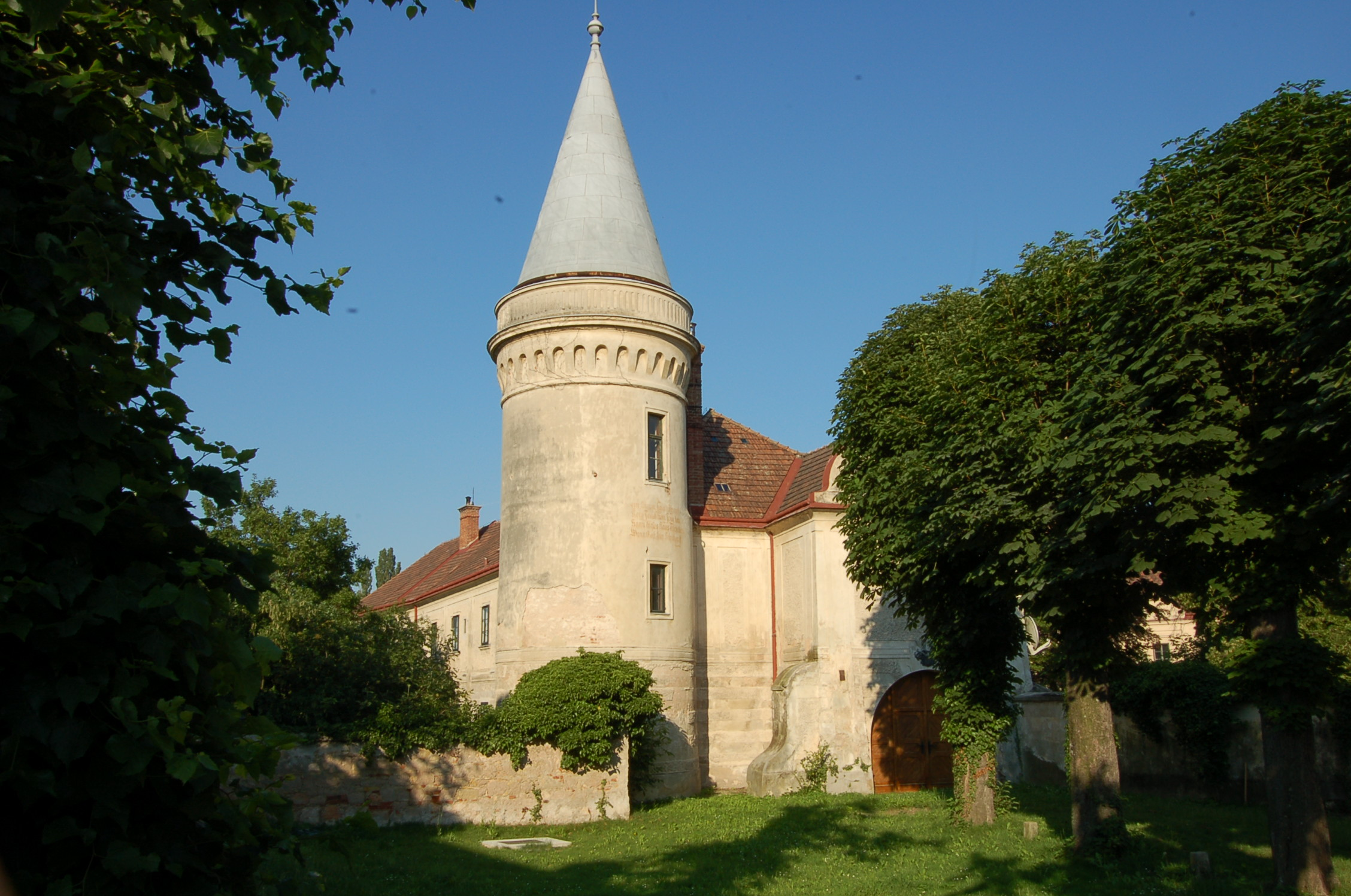
Schloss Brunn (an der Schneebergbahn), einst im Besitz der Herren von Rappach (zw. 16. und 17. Jh.)

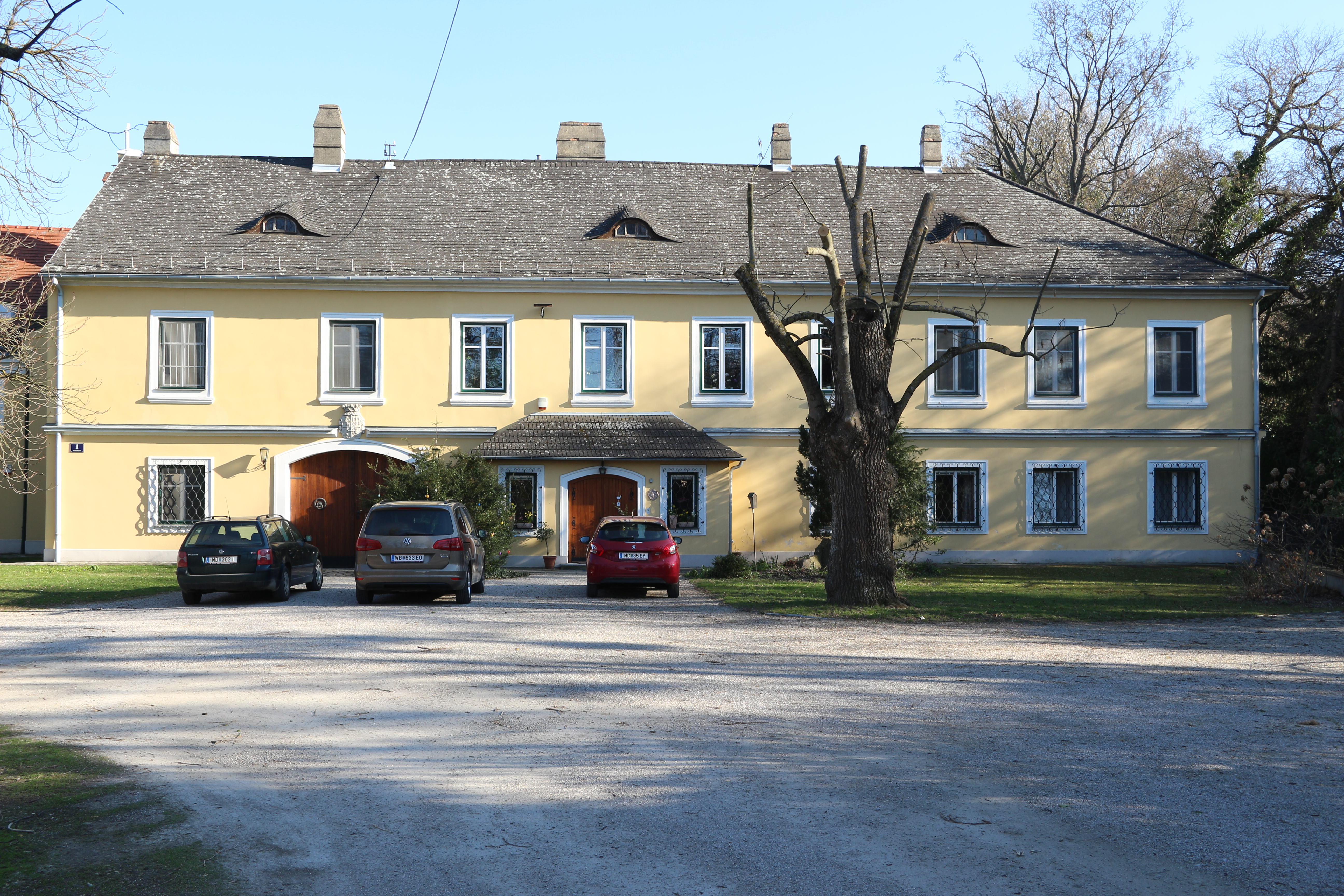
Schloss Achau in Achau (Niederösterreich), einst im Besitz der Herren von Rappach

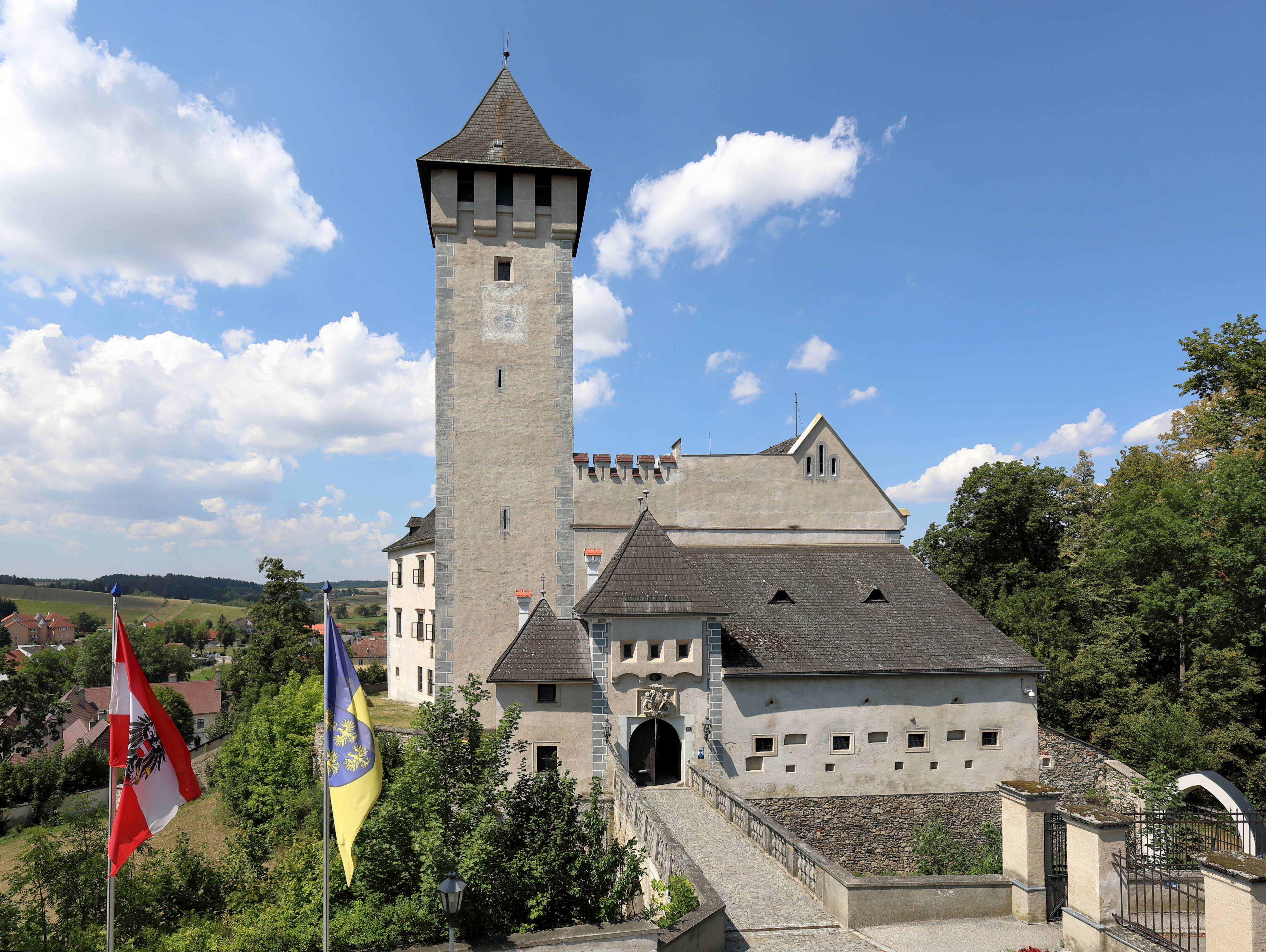
Schloss Allentsteig, einst im Besitz der Herren von Rappach

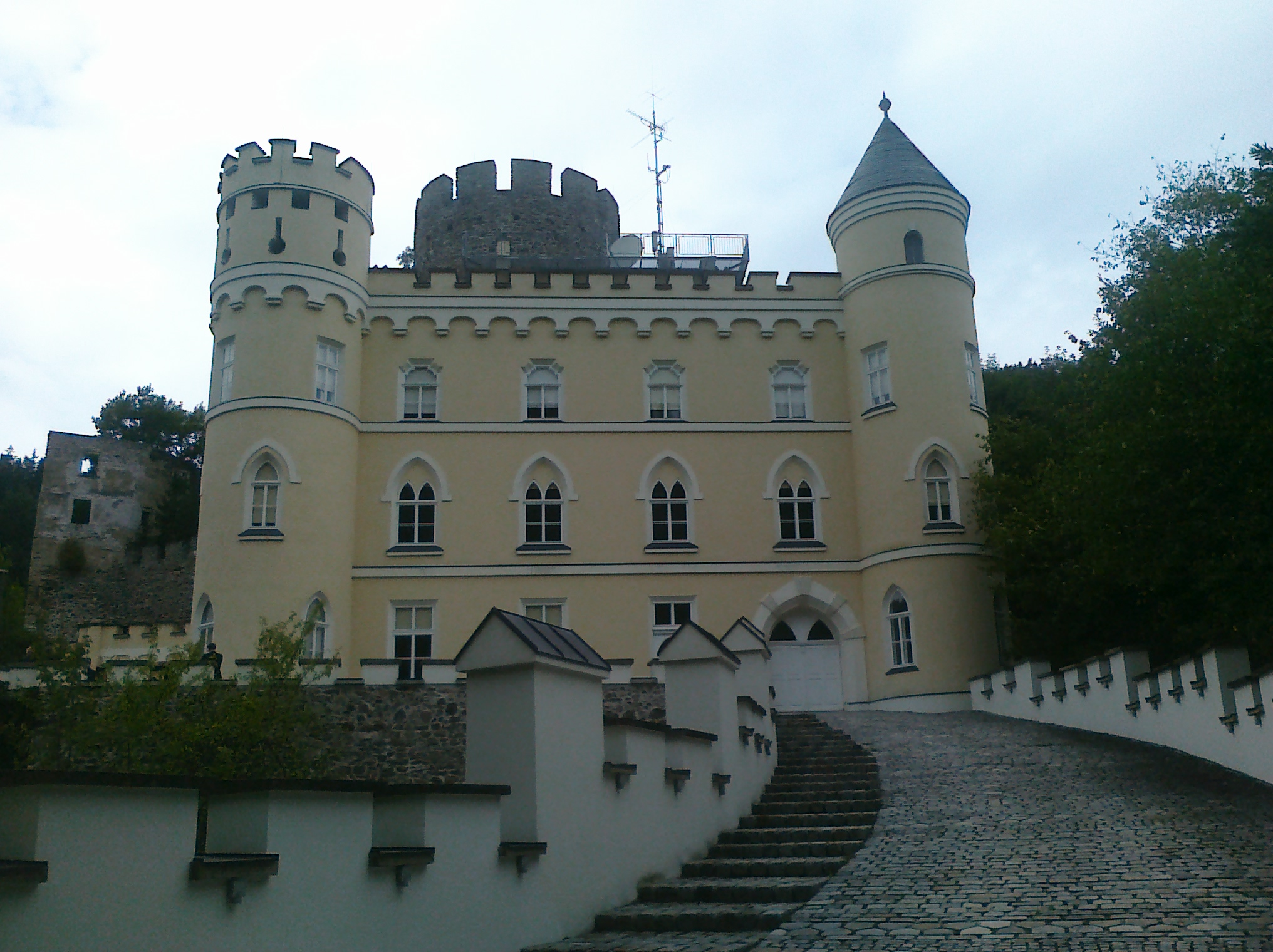
Burg Hartenstein (Niederösterreich), einst im Besitz derer von Rappach

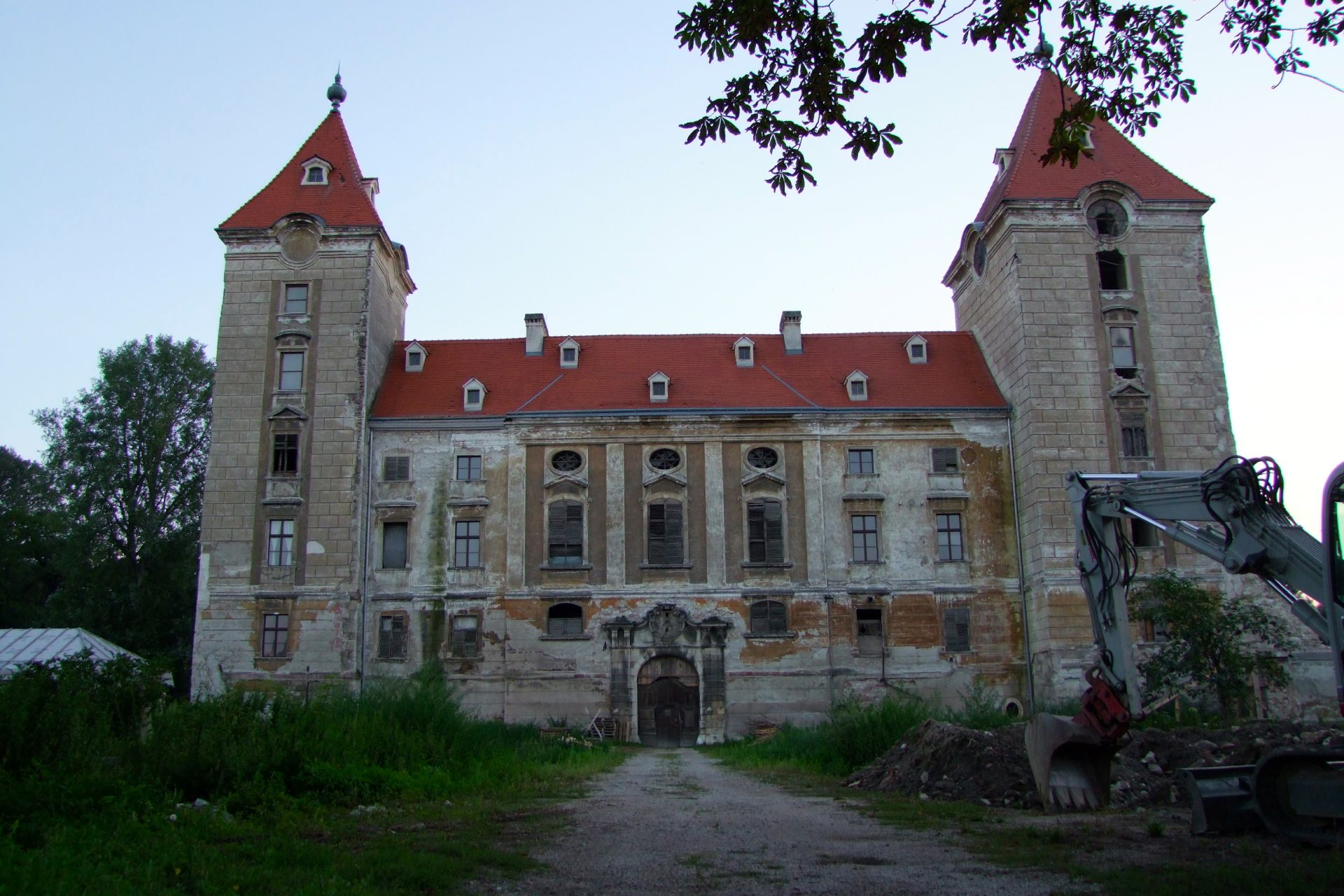
Schloss Ebenfurth, einst im Besitz des Hans von Rappach

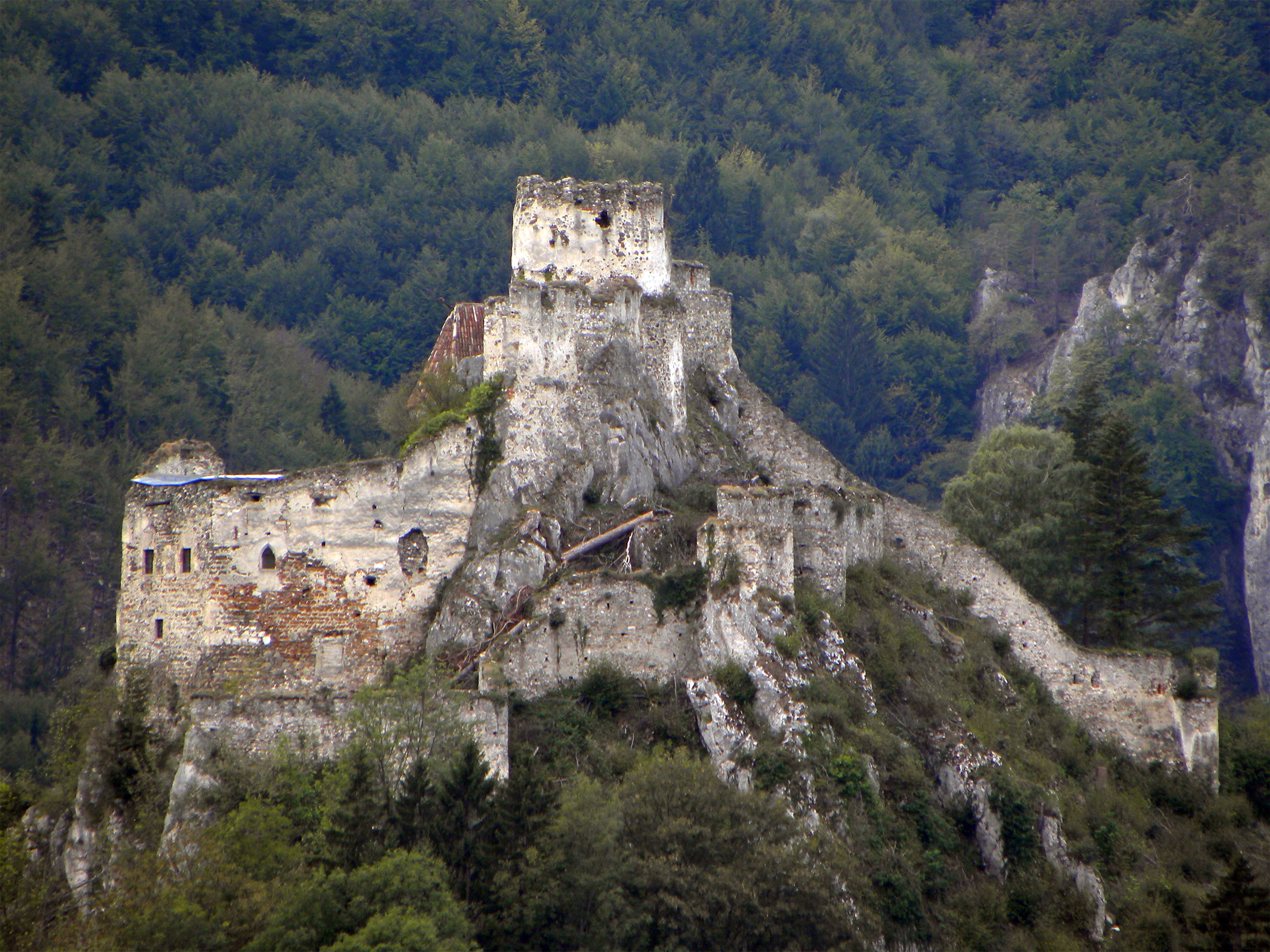
Burgruine Klamm, einst im Besitz der Rappacher

Rappach ist der Name eines alten Adelsgeschlechts aus der Steiermark, welches auch zum landständischen Adel in Niederösterreich bzw. zu den Apostelgeschlechtern von Österreich zählt.

## Geschichte

### Ursprung und Besitztümer
Das Geschlecht derer von Rappach hatte seine gleichnamige Stammveste bei Rottenmann im Bezirk Liezen. Die Familie setzt dann ihren Schwerpunkt nach Niederösterreich. Zum Besitz derer von Rappach gehörten u. a. die Herrschaften Achau , Allentsteig , Brunn , Ebenfurth  und Loschberg  sowie Hartenstein , Klamm  und Lichtenfels (Liechtenfels) .
Als eins der angesehensten Geschlechter der damaligen Zeit tritt es mit Heinrich II. (um 1360) auf, Hofmeister des Herzog Rudolf IV. Im Jahre 1374 kam die Veste Clamm in seinen Besitz, später im Jahre 1380 die Herrschaft Pütten (heute: Pitten im Bezirk Neunkirchen). Heinrich II. verstarb (vermutlich) 1386 und wurde bei den Minoriten in Wien bestattet. Sein Sohn Christof I. wurde ebenfalls bei den Minoriten in Wien beerdigt, ebenso dessen Sohn Christof II. († 1422), und bestattet bei seinen Vorfahren. Christof II. hatte einen Nachfolger mit Johann I., der belehnt wurde (ebenso wie seine Söhne) mit der Veste Clamm sowie Besitzungen in der Steiermark und Kärnten. Johann I. hatte Enkel mit Johann II. und Christof III. Während Christof III 1476 von Kaiser Friedrich III. mit den Besitzungen des Vaters im Ennsthale belehnt wurde († 1485), bekam Johann II. (auch: Hans von Rappach) Ebenfurt (Ebenfurth) († 11. April 1513) am sogenannten Georgitag im Jahre 1511 von den Grafen Johann und Ulrich von Hardegg aus der Familie Hardegg (Adelsgeschlecht) als niederösterreichische Herrschaft. Zuvor zeugte Johann II. zwei Söhne, Johann Christof und Christof IV. Der letztere Sohn Christof IV. war Herr der niederösterreichischen Herrschaft Brunn am Steinfeld, kaiserlicher Hofkammerrat und Oberstkammergraf der niederungarischen Städte. Darüber hinaus war er zweimal verheiratet und zeugte sieben Söhne. Von diesen Söhnen setzte aber nur Christof V. den Namen des Vaters fort als Herr von Allentsteig und Breitenaich. Christof V. hatte mit Karl Ernst, Graf von Rappach, Kämmerer und Feldmarschall, einen Enkelsohn, der im Jahre 1705 das Amt des Erblandstabelmeisters in Österreich ober und unter der Enns erhielt und vermählt war in zweiter Ehe mit Maria Susanne von Gersdorf, aus der Familie Gersdorff (Adelsgeschlecht). Sie zeugten Karl Adolf. Karl Adolf von Rappach wurde k.k. Kämmerer und heiratete in erster Ehe Louise Antonia, Gräfin Lamberg aus der Familie Lamberg (Adelsgeschlecht). Das Ehepaar wiederum zeugte Karl Ferdinand Josef († 21. Februar 1786). Mit ihm erlosch das Geschlecht derer von Rappach im Mannesstamm. Karl Ferdinand Josef war zu Beginn nach Schlesien gezogen und hatte dort die Besitzungen Bartsch, Falkenberg und Wederan gekauft, um diese aber wieder zu veräußern. Im Anschluss kaufte er mit der Herrschaft Hainstetten wieder Besitz in Niederösterreich, lebte dort mit seiner Frau Maria Franziska, Gräfin Lamberg, und blieb aber kinderlos.

#### Die Herrschaften und Schlösser Achau, Allentsteig, Brunn, Ebenfurth und Loschberg
Die Herrschaft Achau mit Schloss Achau war im 15. Jahrhundert in zwei Hälften geteilt. Lehensnehmer waren zunächst die Grafen von Schaunberg, Hans von Ebersdorf, der Wiener Patrizier Simon Pöttl und die Rappacher. Der Söldnerführer Georg von Vöttau eroberte die Burg 1462, gleich darauf verwüsteten seine „Ungarischen Brüder“ diese aber. Nachdem eroberte im Jahre 1484 der ungarische König Matthias Corvinus mit seiner Armee das Schloss und vollzog den Abzug, sodass es zur Hälfte deren von Rappach, zur anderen den Khienberger gehörte bis mehrere Besitzerwechsel folgten.
Die Herrschaft Allentsteig mit Schloss Allentsteig war einst im Besitz der Freiherren von Rappach, nachdem im Jahre 1629 Hans Friedrich von Sonderndorf seinen Besitz durch Beschlagnahme verloren hatte. Die Familie Rappach besaß Schloss und Herrschaft bis 1694 bis Graf Ernst August von Falkenhayn an diese durch Heirat gelangte.
Die Herrschaft Brunn mit Schloss Brunn (an der Schneebergstraße), im Ortsteil Brunn an der Schneebergbahn der Marktgemeinde Bad Fischau-Brunn am Schlossplatz 1, gehörte auch der Familie Rappach. Die Familie Dürr war im 16. Jahrhundert Besitzer der Herrschaft, bis die Herren von Rappach sie erhielt. Sie übergaben sie der adeligen Familie Harrach.
Die Herrschaft Ebenfurth mit Schloss Ebenfurth war im Besitz des Hans von Rappach. Zuvor war es bei Heinrich Prueschenk Graf von Hardegg  im Jahre 1495. Nach den Rappachern gelangte es zu den Herren von Stamp.
Die Herrschaft Loschberg mit Schloss Loschberg liegt in der Ortschaft Loschberg in der Marktgemeinde Waldhausen (Niederösterreich) im Bezirk Zwettl. Es war einst im 15. Jh. im Besitz derer von Rappach. Nach mehreren Besitzerwechseln kam es zur Familie von Bartenstein (österreichisches Adelsgeschlecht).

#### Die Herrschaften und Burgen Hartenstein, Klamm und Lichtenfels (Liechtenfels)
Die Herrschaft Hartenstein mit Burg Hartenstein war von 1380 bis 1411 bei den Herren von Maissau und gelangte im Jahre 1416 in den Besitz von Christoph von Rappach. Ab 1430 gehörte sie Hans und Leopold Neidegg. Sie waren die Besitzer von Burgschleinitz, Ranna und Albrechtsberg.
Die Herrschaft Klamm mit Burg Klamm, eine Höhenburg, heute Burgruine Klamm, wurde von den Herzogen Albrecht, Friedrich, Leopold und Otto an Heinrich von Rappach, den Sohn eines schwäbischen Adeligen, verpfändet. Sie blieb als Herrschaft bis zum Anfang des 15. Jh. im Pfandbesitz seiner Nachkommen, wobei der Landesfürst sie wieder einlöste und Pfleger einsetzte.
Die Herrschaft Lichtenfels mit Burg Lichtenfels (auch Liechtenfels), kam von Georg von Dachsberg (1415) an Jörg von Rappach (1423). Zisterziensermönche des Stiftes Zwettl brachten in den Jahren 1427/28 ihren Kirchenschatz nach Lichtenfels, ebenso die Bibliothek und das Archiv, weil Hussiten in der Gegend brandschatzten. Diese brannten das Stift nieder. Die Burg blieb vor Angriffen verschont.

### Namensträger im Mannesstamm
- Heinrich II. († (evtl.) 1356), Bestattung bei Minoritenkirche (Wien)[10]
  - Christof I., Sohn des Heinrich II., bei Minoriten in Wien beerdigt
    - Christof II. († 1422), Sohn des Christof I., bestattet bei Vorfahren

  - Johann I., belehnt (ebenso wie seine Söhne) mit der Burg Clamm und Besitzungen in der Steiermark und Kärnten
    - Christof III. († 1485), Enkel des Johann I., 1476 von Kaiser Friedrich III. mit Besitzungen des Vaters im Ennsthale belehnt
    - Johann II. († 11. April 1513), Enkel des Johann I., Herrscher von Ebenfurt, ab 1511 von Grafen Johann und Ulrich von Hardegg
      - Johann Christof, Sohn des Johann II.
      - Christof IV., Sohn des Johann II, Herr der niederösterreichischen Herrschaft Brunn am Steinfeld, kaiserlicher Hofkammerrat und Oberstkammergraf der niederungarischen Städte; zweimal verheiratet und Vater sieben Söhne
        - Christof V., einer von sechs Söhnen des Christof IV., Herr von Allentsteig und Breitenaich
        - Karl Ernst (1649–1719), Graf von Rappach, Kämmerer und Feldmarschall, Enkelsohn von Christof V., erhielt 1705 das Erblandstabelmeisteramt in Österreich ober und unter der Enns, vermählt in zweiter Ehe mit Maria Susanne von Gersdorff
          - Karl Adolf, Sohn des Karl Ernst Graf von Rappach und der Maria Susanne, geb. von Gersdorff; k.k. Kämmerer, verheiratet in erster Ehe mit Louise Antonia, Gräfin Lamberg
            - Karl Ferdinand Josef († 21. Februar 1786), Besitzer in Schlesien (Bartsch, Falkenberg, Wederan) und der Herrschaft Hainstetten in Niederösterreich, verheiratet mit Frau Maria Franziska, Gräfin Lamberg, kinderlos und damit letzter des Geschlechts derer von Rappach

### Nobilitierung und dynastische Ehen
Die Familie derer von Rappach wurde zunächst in den Stand eines Freiherren erhoben. Später wurden sie mit dem Adelsstand eines Grafen nobilitiert.
Die Rappacher schlossen einen Bund mit anderen verwandten und verschwägerten Adelsgeschlechtern durch dynastische Ehen u. a. mit den Lamberg, Steinpeiss, Gersdorff.

## Wappen
Blasonierung: In Silber ein roter Schrägrechtsbalken; Kleinod: ein silberner Flug mit roten Schrägebalken belegt; Helmdecken: rot-silber.